# مصطفى العبسي
مصطفى العبسي.  خبير الطب السلوكي والعلوم النفسية والعصبية في جامعة منسوتا. برامجه العلمية تركز على بحوث الضغوط النفسية والإدمان والألم. حاصل على درجة الدكتوراه في العلوم العصبية وفي علم النفس الإكلينيكي والطب السلوكي. قاد واسس العديد من المراكز العلمية والمعاهد الأكاديمية بما فيها معهد دولوث للبحوث الطبية، ومعامل الطب السلوكي في جامعة منسوتا والبرنامج الدولي لابحاث القات. ويرأس الآن معهد البحوث الصحية الدولية في جامعة منسوتا. نشر أكثر من 200 مقالة علمية مقننه والعديد من الكتب والفصول العلمية في تخصصه. بما في ذلك في مجلات علمية مرموقة مثل نتشر ونيوانجلاند جورنال اوف مدسن وجاما. أحد مؤلفاته كتاب بعنوان 'الضغوط النفسية والإدمان: عوامل بيولوجيه وسيكولوجيه' والذي نشر في عام 2007 عن دار الزافير واكاديمك برس للنشر
والذي يعتبر أهم كتاب علمي حول الموضوع. كما نشر مؤخرا كتاب في العلوم العصبية والالم عن دار اكاديمك برس للنشر.

## التعليم
- تلقي العبسي تعليمه الأولي في مدينة الحديده اليمن.
- شهادة البكالوريوس الممتازه في علم النفس مع مرتبة الشرف – جامعة القاهرة.
- أسس أثناء تواجده في القاهرة أول نواة للبحث العلمي في الطب السلوكي من خلال بحث التخرج في مجال القلق وامراض الجهاز الهضمي.
- كان له نشاط طلابي وثقافي وعلمي بارز بين اوساط زملائه العرب في الجامعات المصرية.
- درجة الماجستير – الولايات المتحدة. دراسة الماجستير ركزت على العلاقة بين الألم والقلق النفسي ونشرت في المجلة العلمية الألم - وهي المجلة الدولية الرئيسية للمنظمة الدولية لدرسات الألم.[3]
- درجة الدكتوراه– جامعة أوكلاهوما- الولايات المتحدة. بحوث الدكتوراه ركزت على استجابات القلب والشرايين للضغوط النفسية عند المصابين بارتفاع ضغط الدم،[4][5][6] وكذلك آثار الضغوط الانفعاليه على وظائف الغدد الصماء وانشطة القلب والشرايين.[7][8][9]

## الجوائز والتقديرات العلمية
- زمالة الجمعية العلمية لبحوث النيكوتين 2018
- جائزة التعاون العلمي الدولي لعام 2016 - العهد الوطني للصحة
- زمالة اكاديمية بحوث الطب السلوكي 2012
- زمالة جمعية العلوم النفسية 2010
- استاذ كرسي في جامعة منسوتا 2007
- جائزة هيربرت واينر لعام 2004 – منظمة الطب السيكوسوماتي
- جائزة نيل ميللر في الطب السلوكي لعام 2000 – أكاديمية الطب السلوكي للبحوث
- جائزة البحوث الدولية في أوكلاهوما (1995)
- جائزة التفوق التقديرية للدراسات العليا (1994)
- جائزة التفوق في التقديرات من جامعة أوكلاهوما (1991-1995)
- جائزة الأداء من عيادة العلاج العائلي في جامعة ولاية أوكلاهما (1994)
- جائزة البحوث الإكلينيكية والتطبيقية (1993)
- زمالة من شبكة «الجسم والعقل» منظمة مكارثر (من 1994 إلى 1996)
- زمالة برنامج توماس جيفرسون (من 1991 إلى 1994)
- زمالة برنامج فلبرايت الأمريكي (من 1989 إلى 1990)
- قائمة العمداء الشرفية (للمتفوقين)

## المراكز القيادية والعلمية
- رئيس معهد دولوث للبحوث الطبية- جامعة منسوتا
- مدير معامل الطب السلوكي- كلية الطب - جامعة منسوتا
- أستاذ الطب السلوكي وعلم النفس–كلية الطب - جامعة منسوتا
- أستاذ علم العقاقير - كلية الطب - جامعة منسوتا
- أستاذ علم الوظائف الحيوية – قسم علم الوظائف الحيوية- كلية الطب - جامعة منسوتا
- أستاذ الطب العائلي– قسم الطب العائلي- كلية الطب - جامعة منسوتا
- أستاذ العلوم العصبية – قسم العلوم العصبية- كلية الطب - جامعة منسوتا
- أستاذ ومشرف رئيسي للدراسات العليا في التخصصات التالية: العلوم العصبية، علم الوظائف الحيوية، علم النفس، العلوم الطب-بيولوجيه، علم الوبائيات
- البورد الإمريكي مجال علم النفس الإكلينيكي والطب السلوكي في أمريكا وكندا
- ليسانس الممارسة كخبير إكلينيكي في علم نفس وطب سلوكي في ولاية منسوتا – الولايات المتحدة
- مستشار لمنظمات علميه ومهنيه في كل من كندا وأمريكا وبريطانيا وألمانيا وسنغافورا وجمهورية التشيك

## بحوث علمية منشورة
نشر البروفيسور مصطفى العبسي أكثر من 200 مقالة علمية مقننه والعديد من الكتب والفصول العلمية في تخصصه. بما في ذلك في مجلات علمية مرموقة مثل مثل المجلة العلميه نتشر Nature ونيوانجلاند جورنال اوف مدسن New England Journal of Medicine وجاما JAMA.

## كتب واسهامات علمية أخرى
نشر الدكتور العبسي العديد من الكتب والفصول العلمية في تخصصه. أحد مؤلفاته كتاب بعنوان 'الضغوط النفسية والإدمان: عوامل بيولوجيه وسيكولوجيه' نشر في عام 2007 عن دار الزافير واكاديمك برس للنشر ويعتبر أهم كتاب علمي حول الموضوع. وقدم للكتاب الدكتور جورج كوب - من معهد الاسكريب في كالفورنيا ومدير المعهد الوطني لدراسة الكحوليات. كما نشر البروفيسور العبسي مؤخرا كتاب في العلوم العصبية والالم عن دار اكاديمك برس للنشر.
وقد عمل الدكتور العبسي كرئيس تحرير لأعداد خاصة لمجلتين علميتين: الطب السيكوسومات وعلم النفسي البيولوجي بالإضافة إلى العشرات من الفصول والدوريات الأخرى.،

## نماذج من الأبحاث العلمية المنشوره
- Blunted opiate modulation of hypothalamic-pituitary-adrenocortical activity in men and women who smoke
- Anger and psychobiological changes during smoking abstinence and in response to acute stress: prediction of smoking relapse
- Neuroendocrine mechanisms mediating the relationship between anger expression and cardiovascular risk
- Adrenocortical and nociceptive responses to opioid blockade in hypertension-prone men and women
- Blood pressure stress reactivity and left ventricular mass in a random community sample of African-American and caucasian men and women
- Hypothalamic-pituitary-adrenocortical responses to psychological stress and risk for smoking relapse
- Attenuated adrenocorticotropic responses to psychological stress are associated with early smoking relapse

## وصلات خارجية
- مصطفى العبسي في جامعة منسوتا
- موقع معامل الطب السلوكي